# دو اسب
دواسب روستایی در ۴ کیلومتری شمال شهر زنجان است. بنابر گزارش مرکز آمار ایران بر اساس سرشماری سال ۱۳۸۵ تعداد ۱۵۴ خانوار در آن سکونت دارند. جمعیت این روستا ۷۰۸ نفر است. شغل اصلی اهالی این روستا کشاورزی و دامپروری است. 
در ضلع شمال شرقی این روستا کوهی قرار دارد که افراد محلی به آن قیزلار قلعه سی به معنی قلعه دختران می‌گویند. در ضلع شمال غربی نیز یکی از بلندترین قله‌های منطقه زنجان موسوم به آیی قیه سی به معنی صخره خرس قرار دارد. در قله کوه قیزلار قلعه سی بقایای یک قلعه دیده می‌شود. ارتفاع این کوه از سطح دریا ۲۱۰۰ متر است. افراد محلی کشف آثار تاریخی و مسکوکات مختلف را از این قلعه به یاد دارند. 
منطقه استقرار این روستا کوهستانی و آب و هوای آن سرد و خشک است. 
محصولات عمده کشاورزی تولید شده در این روستا انگور و زردآلو است. 

## وجه تسمیه
گفته می‌شود مجسمه ای از جنس طلا به شکل دو اسب که روبروی هم ایستاده‌اند در املاک این روستا در زیر خاک دفن شده‌است.